# Bobby Vinton
Bobby Vinton (* 16. dubna 1935, Canonsburg, Pensylvánie, USA) je americký zpěvák popu polského původu.
Časopisem Billboard Magazine byl nazván "nejúspěšnějším milostným zpěvákem Rockové Éry".

## Časný život
Vinton byl jediné dítě lokálně známého kapelníka Stana Vintona a Dorothy Studzinski Vinton.
Rodinné příjmení bylo původně Vintula a bylo změněno otcem Vintonem. Vintonovi rodiče podporovali synův zájem o muziku tím, že mu dávali denní kapesné 25 centů, když cvičil na klarinet. V 16 letech vytvořil Vinton svou první kapelu, která hrála v klubech v okolí Pittsburgu v Pensylvánii.

## Singly (výběr)
- Roses are red, 1962
- Rain rain go away, 1962
- Let's kiss and make up, 1962
- Trouble is my middle name, 1962
- Over the mountain (Across the sea), 1963
- Blue on blue, 1963
- Blue velvet, 1963
- There! I've said it again, 1963
- My heart belongs to only you, 1964
- Tell my why, 1964
- Clinging vine, 1964
- Mr. Lonely, 1964
- Long lonely nights, 1965
- L-o-n-e-l-y, 1965
- Theme from „Harlow“, 1965
- What color is a man, 1965
- Satin pillows, 1965
- Tears, 1965
- Dum-de-da, 1966
- Coming home soldier, 1966
- For he's a jolly good fellow, 1967
- Please love me forever, 1967
- Just as much as ever, 1967
- Take good care of my baby, 1968
- Halfway to paradise, 1968
- I love how you love me, 1968
- To know you is to love you, 1968
- The days of sand and shovels, 1969
- My elusive dreams, 1970
- No arms can ever hold you, 1970
- Every day of my life, 1972
- Sealed with a Kiss, 1972
- But I do, 1972
- My melody of love, 1974
- Beer Barrel Polka, 1975
- Save your kisses for me, 1976
- Moonlight Serenade, 1976
- Only love can break a heart, 1977
- Make believe it's your first time, 1979
- You are love, 1983
- It's been one of those days, 1989
- Please tell her that I said hello, 1989
- The last rose, 1989